# Sequoyah County
Sequoyah County ist ein County im US-Bundesstaat Oklahoma der Vereinigten Staaten. Der Verwaltungssitz (County Seat) ist Sallisaw. Das U.S. Census Bureau hat bei der Volkszählung 2020 eine Einwohnerzahl von 39.281 ermittelt.

## Geographie
Das County liegt im Osten von Oklahoma, grenzt an Arkansas und hat eine Fläche von 1852 Quadratkilometern, wovon 106 Quadratkilometer Wasserfläche sind. Es grenzt im Uhrzeigersinn an folgende Countys: Cherokee County, Adair County, Crawford County (Arkansas), Sebastian County (Arkansas), Le Flore County, Haskell County und Muskogee County.

## Geschichte

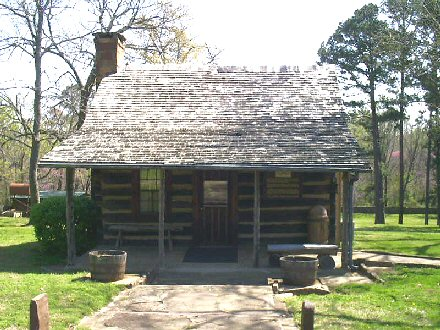
Sequoyah’s Cabin

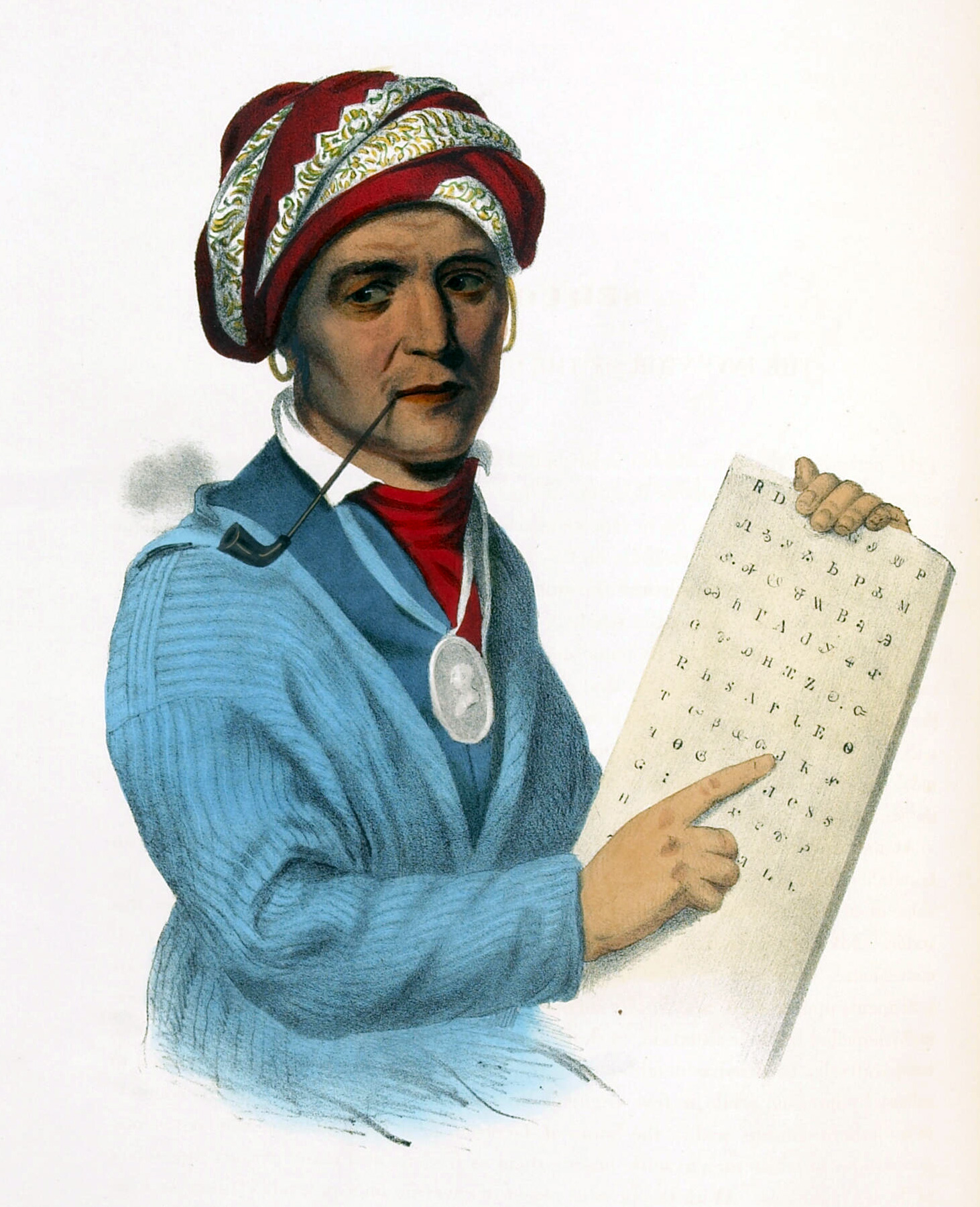
Sequoyah

Sequoyah County wurde am 16. Juli 1907 als Original-County aus Cherokee-Land gebildet. Benannt wurde es nach Sequoyah, einem Anführer der Cherokee und Erfinder der Cherokee-Silbenschrift.
Im County liegt eine National Historic Landmark, die Sequoyah’s Cabin. 15 Bauwerke und Stätten des Countys sind im National Register of Historic Places (NRHP) eingetragen (Stand 5. Juni 2018).

## Demografische Daten

Alterspyramide des Sequoyah County

Nach der Volkszählung im Jahr 2000 lebten im Sequoyah County 38.972 Menschen in 14.761 Haushalten und 10.982 Familien. Die Bevölkerungsdichte betrug 22 Einwohner pro Quadratkilometer. Ethnisch betrachtet setzte sich die Bevölkerung zusammen aus 68,12 Prozent Weißen, 1,86 Prozent Afroamerikanern, 19,64 Prozent amerikanischen Ureinwohnern, 0,22 Prozent Asiaten, 0,03 Prozent Bewohnern aus dem pazifischen Inselraum und 0,74 Prozent aus anderen ethnischen Gruppen; 9,39 Prozent stammten von zwei oder mehr Ethnien ab. 2,03 Prozent der Bevölkerung waren spanischer oder lateinamerikanischer Abstammung.
Von den 14.761 Haushalten hatten 34,2 Prozent Kinder unter 18 Jahre, die im Haushalt lebten. 58,2 Prozent waren verheiratete, zusammenlebende Paare, 11,9 Prozent waren allein erziehende Mütter. 25,6 Prozent waren keine Familien, 22,4 Prozent waren Singlehaushalte und in 10,2 Prozent der Haushalte lebten Menschen im Alter von 65 Jahren oder darüber. Die durchschnittliche Haushaltsgröße betrug 2,61 und die durchschnittliche Familiengröße betrug 3,05 Personen.
27,4 Prozent der Bevölkerung waren unter 18 Jahre alt, 8,2 Prozent zwischen 18 und 24, 26,9 Prozent zwischen 25 und 44, 24,0 Prozent zwischen 45 und 64 und 13,5 Prozent waren 65 Jahre oder älter. Das Durchschnittsalter betrug 36 Jahre. Auf 100 weibliche Personen kamen 97,3 männliche Personen. Auf 100 Frauen im Alter von 18 Jahren oder darüber kamen 92,5 Männer.
Das jährliche Durchschnittseinkommen eines Haushalts betrug 27.615 USD und das durchschnittliche Einkommen einer Familie betrug 32.673 USD. Männer hatten ein durchschnittliches Einkommen von 26.613 USD gegenüber den Frauen mit 19.751 USD. Das Prokopfeinkommen betrug 13.405 USD. 16,1 Prozent der Familien und 19,8 Prozent der Bevölkerung lebten unterhalb der Armutsgrenze.